# Motorcycle Emptiness
Motorcycle Emptiness is de vijfde single van het muziekalbum Generation Terrorists van de Welshe alternatieve rockband Manic Street Preachers uit 1992. Het is een van de bekendste nummers van de band.

## Overzicht
De coupletten van "Motorcycle Emptiness" worden steeds kenmerkend afgewisseld met korte gitaarsolo's van een vergelijkbaar motief. Daarnaast bevat het na een brug nog twee gitaarsolo's.
Het nummer is een combinatie van twee oudere demo's van de Manic Street Preachers: Go, Buzz Baby, Go en Behave Yourself Baby. De cryptische tekst behandelt de leegte van de consumptiemaatschappij en is gebaseerd op een gedicht van bassist Nicky Wire's broer, dichter Patrick Jones. De tekst is geïnspireerd op het boek Rumble Fish van Susan Hinton.
Lezers van Q stemden het naar de 88e plaats van beste nummers aller tijden. In Nederland is het een vaste kost bij 3FM's 90s Request Top 100.

## Tracks

### Cd-single
1. "Motorcycle Emptiness"
2. "Bored Out of My Mind"
3. "Crucifix Kiss (Live)"
4. "Under My Wheels (Live)"

### 2003 heruitgave cd-single
1. "Motorcycle Emptiness"
2. "4 Ever Delayed"
3. "Little Baby Nothing (Acoustic)"

### NPO Radio 2 Top 2000
| Nummer met noteringen in de NPO Radio 2 Top 2000 | '14 | '15 | '16 | '17 | '18 | '19 | '20 | '21  | '22  | '23  | '24  |
| ------------------------------------------------ | --- | --- | --- | --- | --- | --- | --- | ---- | ---- | ---- | ---- |
| Motorcycle Emptiness                             | 821 | 725 | 641 | 586 | 843 | 881 | 976 | 1010 | 1081 | 1238 | 1291 |

1. ↑  Een vetgedrukt getal geeft de hoogste notering aan.
2. ↑  2014 was het eerste jaar met een notering voor dit nummer.